# アースシェイカー (Y&Tのアルバム)
『アースシェイカー』（Earthshaker）は、アメリカ合衆国のハードロック・バンド、Y&Tが1981年に発表したスタジオ・アルバム。前身のイエスタデイ&トゥデイ時代を含めると3作目、Y&Tと改名してからは初のアルバムに当たる。

## 背景
バンドはロンドン・レコードとの契約を失った後、1980年にA&Mレコードとの契約を得たのを機に、バンド名を「Y&T」と短縮した。「スクイーズ」のみ、ベーシストのフィル・ケネモアがリード・ボーカルも兼任している。

## 反響・評価
母国アメリカではBillboard 200入りを果たせなかったが、1982年1月21日に発売された日本盤LP (AMP-28046)はオリコンLPチャートで7週トップ100入りし、最高56位を記録した。
Eduardo Rivadaviaはオールミュージックにおいて5点満点中4.5点を付け、全体像に関して「"Hurricane"や"Knock You Out"といった血がたぎるようなメタル・アンセムは、バンドの歴史において後にも先にもない獰猛さを誇り、さらに"Let Me Go"や名曲"Rescue Me"といった、幾分スローでメロディックなハードロック・ナンバーにおいても、熱気や目的意識がブレていない」、収録曲「アイ・ビリーヴ・イン・ユー」に関して「疑いなく1980年代のパワー・バラードの代表例と言える曲の一つ」と評している。loudersound.comの2016年の企画「1980年代の真に偉大なレコード100」では63位にランク・インし、「バンドの傑作アルバム群の始まりだが、最終的にY&Tは本作に匹敵する作品を作ることはできなかった」と評されている。

## 収録曲
特記なき楽曲はメンバー4人とデヴィッド・シーフ、ロバート・シュルマンの共作。
1. ハングリー・フォー・ロック - "Hungry for Rock" – 3:47
2. ダーティー・ガール - "Dirty Girl" – 5:06
3. シェイク・イット・ルース - "Shake It Loose" – 2:55
4. スクイーズ - "Squeeze" (Dave Meniketti, Phil Kennemore, Leonard Haze) – 4:04
5. レスキュー・ミー - "Rescue Me" – 4:44
6. ヤング・アンド・タフ - "Young and Tough" – 3:47
7. ハリケーン - "Hurricane" (D. Meniketti, Joey Alves) – 3:23
8. レット・ミー・ゴー - "Let Me Go" (D. Meniketti, J. Alves, P. Kennemore, David Sieff, Robert Shulman) – 3:12
9. ノック・ユー・アウト - "Knock You Out" (D. Meniketti, J. Alves, P. Kennemore, L. Haze) – 2:59
10. アイ・ビリーヴ・イン・ユー - "I Believe in You" (D. Meniketti) – 7:14

## 参加ミュージシャン
- デイヴ・メニケッティ - ボーカル、ギター
- ジョーイ・アルヴィス - ギター、アコースティック・ギター、バッキング・ボーカル
- フィル・ケネモア - ボーカル(on #4)、ベース、バッキング・ボーカル
- レオナード・ヘイズ - ドラムス、パーカッション、バッキング・ボーカル